# Justizpalast (Sofia)

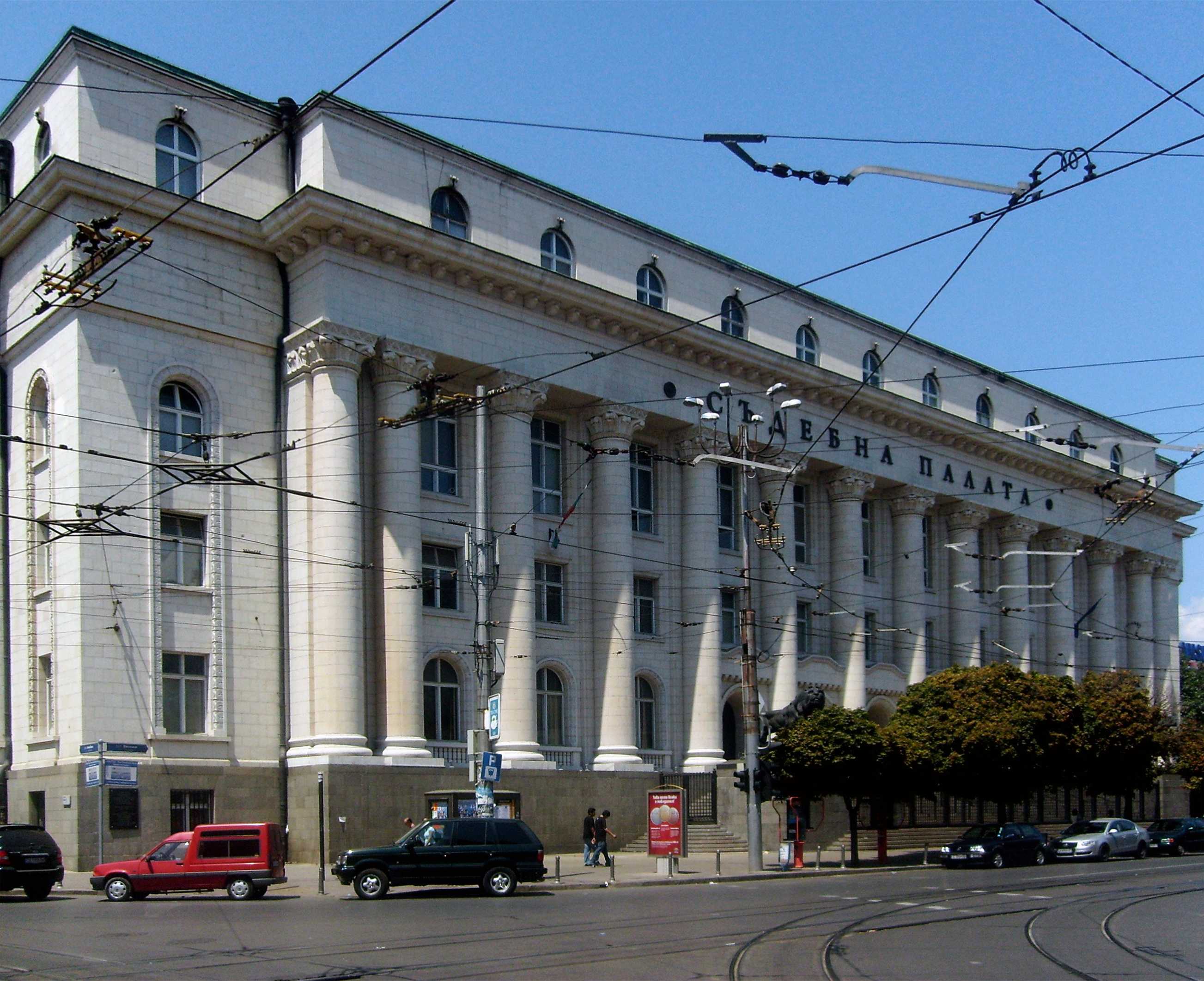
Der Justizpalast in Sofia

Der Justizpalast in Sofia (bulgarisch Съдебна палата/ Sadebna palata) ist ein im monumentalen Architekturstil gehaltenes Gebäude im Stadtzentrum von Sofia, in dem alle Gerichte der Stadt untergebracht sind. Er liegt am Boulevard „Witoscha“ 2, zwischen den Querstraßen „Alabin“ und „Positano“. Der Justizpalast ist heute ein Kulturdenkmal.
Der Justizpalast war das erste Gebäude in Sofia von diesem monumentalen Baustil. Später wurde auch die Bulgarische Nationalbank (1930er Jahre) und Largo (1950er Jahre) in einem ähnlichen monumentalen Stil errichtet.
Der ursprüngliche architektonische Entwurf und Bauplan stammt von Nikola Lasarow und wurde später vom Architekten Pentscho Kojtschew überarbeitet. Als Zeichen seines Protestes gegen Unregelmäßigkeiten beim Bau lehnte Pentscho Kojtschew jedoch eine Teilnahme an der offiziellen Eröffnung des Justizpalastes ab.

## Gebäude
Der Justizpalast steht nur mit seiner Vorderseite etwas offener, nach Osten hin zum Boulevard „Witoscha“, ansonsten wird er seitlich von den sehr kleinen Straßen „Alabin“ (nach Süden) und „Positano“ (nach Norden) und nach hinten von der „Lawele“-Straße (nach Westen) begrenzt.
Das Gebäude hat eine überbaute Fläche von 8238 m² und einen umbauten Raum von 244.000 m³. Das Gebäude hat zwei Kellergeschosse. Das tiefere befindet sich unter dem Straßenniveau und beherbergt die Installationseinrichtungen für den Justizpalast. Das höher gelegene Kellergeschoss liegt ebenerdig. Die Frontseite des Justizpalastes ist 90 m lang, die Seiten sind 140 m lang. Das Gebäude hat acht Innenhöfe.
Das Gebäude hat einen Sockel (Plinthe) aus Syenit, eine Verkleidung aus weißem Kalkstein und ein auffälliges Gesims unterhalb des obersten Stockwerks. Unter dem Gesims steht in großen Großbuchstaben „СЪДЕБНА ПАЛАТА“ (bulgarisch für „Gerichtspalast“). Für den Bau wurden ausschließlich aus Bulgarien stammende Baumaterialien verwendet.
Das vierstöckige Gebäude hat zusätzlich zwei Kellergeschosse und erstreckt sich über eine rechteckige Grundfläche von 8500 m². Es umfasst 430 Räume, davon sind 24 Gerichtssäle, eine Bibliothek und eine Bankhalle. Das Gebäude hat eine Nutzfläche von 48.000 m².
Die Vorderfront wird von 12 Säulen beherrscht, die über drei Stockwerke reichen und hat fünf große Einlasstüren, die über eine monumentale Treppe mit 16 Stufen zu erreichen sind.

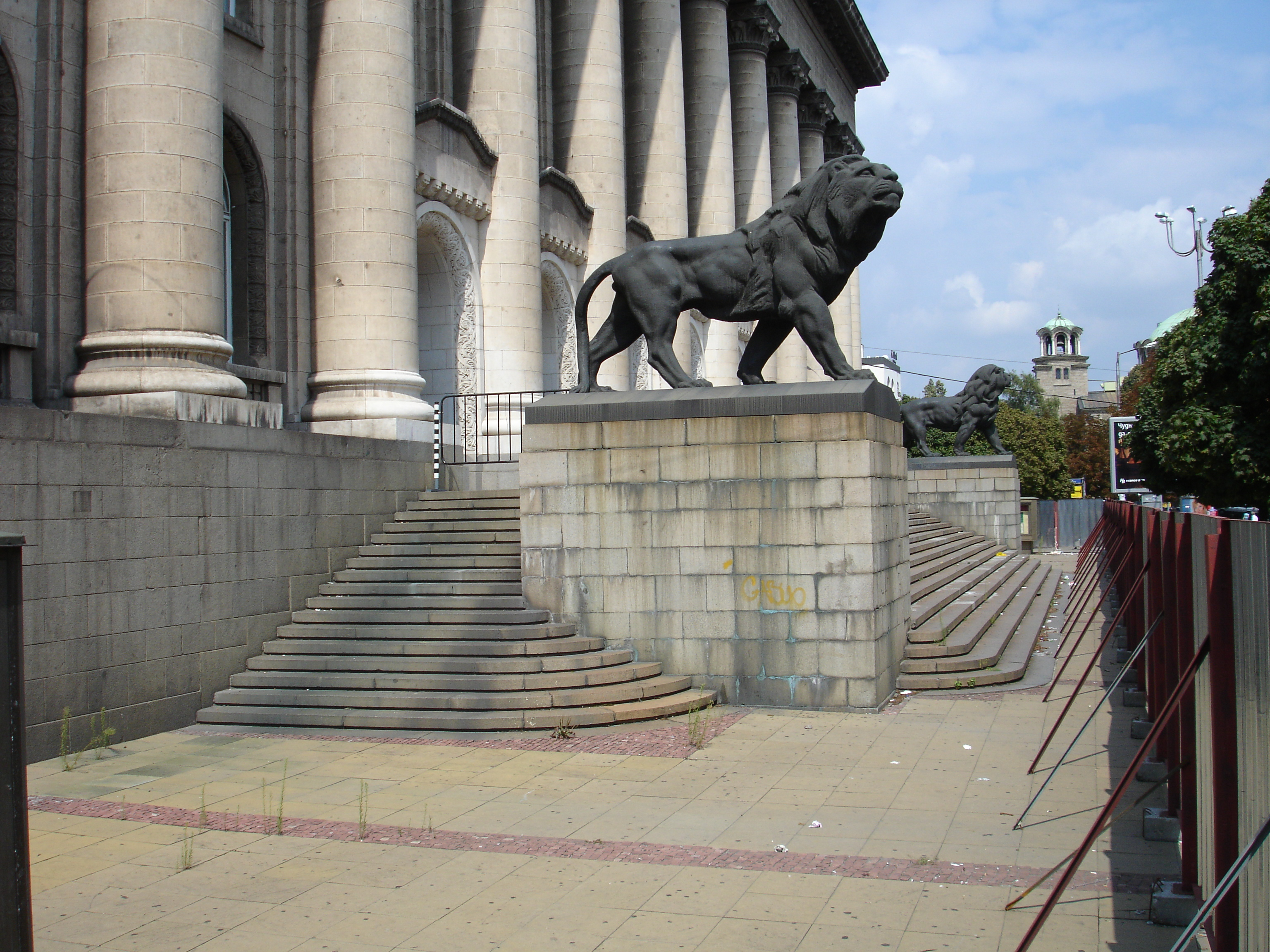
Löwenstatuen vor dem Justizpalast

Die über ein Drittel der Länge der Frontseite reichende Eingangstreppe wird von zwei monumentalen Löwenstatuen gesäumt. Die Löwen stehen zu beiden Seiten der Treppe auf einem Sockel und blicken leicht zur Seite, von der Mitte der Fassade weg. Die Löwenplastiken vor dem Justizpalast sind von Welitschko Minekow (Величко Минеков). Die Ornamente an der Fassade stammen von Kirili Schiwarow (Кирил Шиваров) und Ljubomir Daltschew (Любомир Далчев).
Der Baustil des Gebäudes ist eklektisch, mit verschiedenen klassischen Elementen. Das vierte Stockwerk befindet sich an Stelle einer Balustrade, wie sie ansonsten häufig bei Renaissance-Bauwerken zu finden ist. Die Türen, Fenster und Konsolen sind im römischen und byzantinischen Stil verziert.

## Geschichte
Bis 1940, 50 Jahre nach der Befreiung Bulgariens, war kein Gebäude für den Bedarf des bulgarischen Rechtssystems errichtet worden. Die Bauarbeiten am Justizpalast, in dem alle Sofioter Gerichte gemeinsam untergebracht werden sollten, begannen 1929 und waren 1940 abgeschlossen. Bis zur Eröffnung des Justizpalastes 1941 waren die verschiedenen Sofioter Gerichte verstreut in wenig geeigneten Räumlichkeiten in verschiedenen privaten Gebäuden untergebracht.

### Vorgeschichte

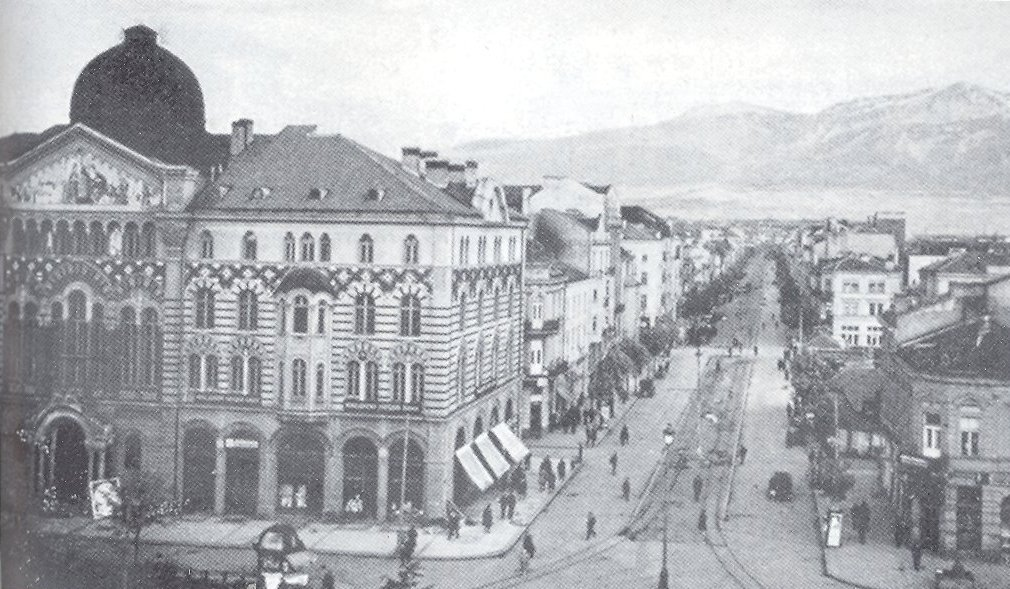
1934: Boulevard „Witoscha“ – noch ohne Justizpalast (Blick von der Kathedrale Sweta Nedelja nach Süden zum Witoschagebirge, vorne links die Theologische Fakultät; der spätere Standort des Justizministeriums ist etwas weiter hinten auf der rechten Straßenseite)

Dem Baubeginn ging jedoch ein 49 Jahre andauerndes Hin-und-Her über den Bau eines Gerichtsgebäudes voraus. Bereits 1880 (also zwei Jahre nach der Gründung des Fürstentums Bulgarien und ein Jahr nach der Verabschiedung der Verfassung von Tarnowo), hatte das bulgarische Justizministerium bei der Budgetfestsetzung für 1881 erwirkt, dass alle Budgetüberschüsse für den Bau eines Justizpalastes verwendet werden. Das Thema kam 1882 erneut auf die Tagesordnung, wobei eine Kommission eingesetzt wurde, die die erforderliche Verteilung der Säle, Zimmer und Büros für das neu zu bauende Gebäude vornehmen sollte.
Während der Regierungszeit der zweiten Regierung von Petko Karawelow (1884–1885) begann der Bau des Justizpalastes in Sofia nach Plänen des Hofarchitekten Friedrich Grünanger, leitender Architekt bei der Direktion für öffentliche Bauten beim Finanzministerium. Der erste Entwurf war im gotischen Stil geplant gewesen. Im Budget des Justizministeriums für 1885 waren 200.000 Lewa dafür vorgesehen. Die Fundamente dafür wurden auf der Südseite der „Iwan Wasow“-Straße gelegt, unmittelbar vor dem ehemaligen Gebäude der Gemeinde Sofia und der Sofioter Städtischen Kunstgalerie.
Wegen der politischen Ereignisse (1885 Vereinigung des Fürstentums Bulgarien mit Ostrumelien, 1885 Serbisch-Bulgarischer Krieg, Putsch von 1886 gegen Alexander I. und dessen Abdankung 1886) wurde der Bau jedoch eingestellt. Auf Anweisung des Bürgermeisters von Sofia Dimitar Petkow wurde das Fundament wieder zugeschüttet und die Fläche einem kleinen Park angegliedert.
Das Justizministerium hatte 1896 erneut eine Kommission zur Ausarbeitung des Projektes eingesetzt. Diese hielt ein zweistöckiges Gebäude mit einer Grundfläche von 3800 m² für erforderlich und veranschlagte die Baukosten mit 0,95 bis 1,14 Mill. Lewa. Als möglicher Standort wurden folgende freie Flächen empfohlen: in der Nähe der Zentralmarkthalle Sofia, in der Nähe der Kirche Heilige „Sedmotschislenizi“ (Свети Седмочисленици), bei der heutigen Galerie für ausländische Kunst (die ehemalige Staatsdruckerei) und beim kleinen Park vor dem Zentralen Militärklub.
Auf Initiative des Justizministeriums beschloss der Ministerrat 1904 die Erarbeitung eines Projektes für ein Gebäude des Justizpalastes in Sofia an der Stelle, an der heute das Gebäude der Bulgarischen Nationalbank steht.
Die Regierung von Ratscho Petrow (bis November 1906) und danach die Regierung von Dimitar Petkow (ab November 1906) hat 1906 den ersten nationalen Wettbewerb für das Projekt des Justizpalastes ausgeschrieben. An ihm nahmen 11 bulgarische Architekten mit ihren Entwürfen teil. Davon wurden 8 Entwürfe verworfen, weil sie nicht den Vorgaben entsprachen. Ein erster und zweiter Platz wurde nicht vergeben. Der Entwurf „Lex-Pax“ des Architekten Nikola Lasarow (Никола Лазаров), das vom Wettbewerb ausgeschlossen worden war, wurde für 700 Lewa gekauft, da er am passendsten für einen Justizpalast eingestuft wurde und weil er als einziger einen großen Hauptsaal beinhaltete: den „salle des pas-perdus“ (wörtlich: Saal der verlorenen Schritte), dessen Bezeichnung aus dem Sprachgebrauch der Freimaurer herrührt, die besagt, dass jeder Schritt vor dem Eintritt in die Bruderschaft bzw. jeder Schritt, der nicht in Übereinstimmung mit ihrer Satzung getan wird, symbolisch als verloren anzusehen ist. Solch ein großer Saal war von herausragender Wichtigkeit für einen Justizpalast.
Im September 1906 wurde ein internationaler Wettbewerb mit wesentlich detaillierteren Vorgaben ausgeschrieben. Die Vorgaben lehnten sich an den Entwurf des Architekten Nikola Lasarow aus dem ersten (nationalen) Wettbewerb an. Innerhalb der vorgegebenen Frist, bis Mai 1907, wurden 44 Entwürfe eingereicht. Die Jury vergab den mit 5000 Lewa dotierten ersten Platz an den Entwurf „Lex-Pax-Just“ an einen Architekten aus Paris und den zweiten Platz mit 3500 Lewa an die Pariser Architekten Jan Jiret und Evgeni Bertran (bulg. Жан Жирет und Евгений Бертран). Den dritten Platz erhielt mit 2000 Lewa der Architekt Nikola Lasarow und der vierte Platz wurde mit 1000 Lewa dem französischen Architekten Teofil Burjo (Теофил Буржо) zuerkannt.
Die Jury empfahl, die Gewinner des zweiten und dritten Platzes mit dem Bau des Justizpalastes zu beauftragen (Jiret, Bertran und Lasarow), wobei aus beiden Entwürfen ein neuer gemeinsamer Entwurf gefertigt werden sollte. Wegen der Dringlichkeit des Baus wurde der Beschluss am 11. Juni 1907 vom Ministerium gebilligt.
Der Justizpalast sollte dieses Mal auf der Brachfläche vor dem Militärklub geplant werden, mit einer Grundfläche von 9150 m². Die Verträge für das Honorar der Architekten, jeweils 90.000 Lewa, waren im Justizministerium schon vorbereitet worden. Die Gemeinde der Hauptstadt Sofia und einige öffentliche Institutionen sprachen sich jedoch gegen einen Wechsel des Standortes für den zu bauenden Justizpalast aus. Architekt Lasarow verwies auf das Gebiet zwischen den Straßen „Witoscha“, „Alabin“, „Lawele“ und „Positane“ als einzig passenden Standort (13.000 m²), das ist auch der heutige Standort des Justizpalastes. An dieser Stelle stand die abgebrannte Schule „Denkoglu“ („Денкоглу“; benannt nach Iwan Denkoglu). Am Standort des heutigen Justizpalastes war früher unter anderem die bekannte Konditorei „Eiffelturm“ (сладкарница „Айфелова кула“ / Sladkarniza).
Im August 1911 wurde der in privater Hand befindliche Baugrund (14.500 m²) für den Bau des Justizpalastes enteignet. Es folgten jedoch neue Auseinandersetzungen um den Standort des Justizpalastes. Im Gespräch waren Grundstücke bei der Kirche Heilige „Sedmotschislenizi“, beim Telegrafenamt Sofia (Телефонна палата) und bei der Theologischen Fakultät Sofia (Духовна академия). Der Beschluss für den Standort des Justizpalastes wurde in der Folge nochmals abgeändert und der heutige Standort bestimmt.
Zur damaligen Zeit spielten private Interessen eine große Rolle bei der Festlegung des Standortes für den Justizpalast, ebenso wie vieler anderer öffentlicher Bauten und Einrichtungen, denn durch diese Bauten wird der Wert der Bauten in der Nachbarschaft beträchtlich aufgewertet. Gleichzeitig brachte der Bau des Justizpalastes die bisherigen Vermieter der alten und ungeeigneten Gebäude für die Gerichte und Anwälte um ihre Einnahmen. Das alles förderte die jahrzehntelange Verzögerung des Baubeginns für den Justizpalast.
Das Gesetz zum Bau des Justizpalastes wurde 1912 veröffentlicht. Danach bot Architekt Lasarow an kostenlos den allgemeinen Generalplan (общ генерален проект) auszuarbeiten. Im Frühjahr 1912 schrieb das Justizministerium erneut einen internationalen Wettbewerb für den Justizpalast aus, sowie für das neue Zarenschloss (царски дворец) und das Gebäude eines Museums mit Bibliothek. Wegen der Balkankriege (1912–1913) wurde der Architekturwettbewerb dann aber erst im April 1914 abgeschlossen.
Der international mit Architekten besetzten Jury wurden insgesamt 400 Entwürfe eingereicht, davon 180 für den Justizpalast. Den ersten Preis über 6000 Lewa erhielt Lasarow. Er gewann auch den ersten Preis für das Museum mit Bibliothek und den zweiten Preis für das neue Zarenschloss.
Der Erste Weltkrieg verschob den Bau des Justizpalastes erneut. Nach Kriegsende machte man sich wieder an die Überarbeitung der Baupläne aus dem letzten Architekturwettbewerb.
Das Justizministerium beschloss 1922 den Auftrag für den Bau des Justizpalastes zu vergeben. Es fragte 1923 von den verschiedenen Sofioter Justizeinrichtungen ab, wie viel Räumlichkeiten sie im Justizpalast benötigen würden, unter Berücksichtigung der Entwicklung für die zukünftigen 30 bis 50 Jahre.
Zur Baufinanzierung des Justizpalastes wurde am 27. September 1926 der Fonds „Gerichtsgebäude“ (фонд „Съдебни сгради“) gegründet. Dieser Fonds sammelt Finanzmittel ein und indem verschiedene Gebühren und Zuschläge erhoben wurden. Trotz vieler Zweifler sicherten diese scheinbar unbedeutenden Einnahmequellen den Bau des Justizpalastes.
Die Einnahmen des Fonds waren so reichlich, dass damit der Bau von insgesamt 62 Gerichtsgebäuden in Bulgarien bis 1944 realisiert wurde. Auch der Bau eines Justizministeriums wurde realisiert – das heutige Gebäude des bulgarischen Außenministeriums in Sofia.
Bei diesem Fonds wurde 1928 ein Architekturbüro gegründet, das die Entwürde der vorausgegangenen Architekturwettbewerbe, insbesondere Lasarows ausgezeichneten Entwurf von 1914, verwendete.
Nach dieser langen Vorgeschichte wurde dann 1929 mit dem Bau des Justizpalastes begonnen.

### Bau
Mit der endgültigen Planung des Justizpalastes wurde Architekt Pentscho Kojtschew (Пенчо Койчев) betraut, der zu dieser Zeit der Leiter der Architekturabteilung beim Ministerium für öffentliche Gebäude, Straßen und Einrichtungen war. Am 29. November 1928 waren die Ausschreibungen für die Stahlbetonarbeiten am Justizpalast fertig vorbereitet. Der Bau erfolgte an der von Lasarow vorgeschlagenen Stelle, auf einer Fläche von 12.300 m²
Teilweise kam es zu Bauverzögerungen, weil Finanzmittel des Baufonds für andere Aufgaben des Staates transferiert werden mussten. Wegen einiger Unregelmäßigkeiten wurde dem Architekten Pentscho Kojtsches die Leitung und Bauaufsicht entzogen.
Es war geplant anlässlich der Eröffnung der Sitzungsperiode („Gerichtsjahr“) in Bulgarien im September 1941 den 60. Jahrestag der Einrichtung und Institutionalisierung des bulgarischen Rechtssystems feierlich im neu gebauten Justizpalast in der bulgarischen Hauptstadt Sofia zu begehen. Das Gebäude war nach 11 Jahren Bauzeit bereits 1940 fertiggestellt, wurde aber erst im September 1941 aus Anlass des 60-jährigen Jubiläums des bulgarischen Justizsystems übergeben. Die Bauzeit von 11 Jahren war nach damaligen Maßstäben für ein Gebäude dieser Größe nicht sonderlich lang.

## Nutzung des Gebäudes
Folgende Gerichte zogen 1940 in den Justizpalast ein:
- Oberstes Berufungsgericht (Върховният касационен съд)
- Oberster Rechtsanwaltsrat (Висшият адвокатски съвет)
- Sofioter Berufungsgericht (Софийският апелативен съд)
- Sofioter Kreisgericht (Софийският областен съд) mit den Untersuchungsrichtern und Notaren
- Софийският адвокатски съвет
- Sofioter Bezirksgericht (Софийският околийски съд) mit den Vollstreckungsrichtern (съдиите-изпълнители)
- die Leitung des Justizpalastes

Während der Bombardierung von Sofia wurde es 1943 und 1944 von Bomben getroffen, jedoch nur geringfügig beschädigt.
Nach dem Septemberputsch der bulgarischen Kommunisten am 9. September 1944 und der Machtergreifung der Kommunisten wurde das Kellergeschoss des Justizpalastes vom „Volksgericht“ (bulg. народен съд) als Gefängnis verwendet. In sozialistischen Zeiten beherbergte der Justizpalast unter anderem das Justizministerium.
Zur 1984 groß begangenen 1300-Jahr-Feier der Gründung Bulgariens (unter anderem wurde dafür der Bau des Kulturpalasts – NDK – fertiggestellt) setzte die damalige Kulturministerin Ljudmila Schiwkowa (das Kulturministerium trug offiziell den Namen „Komitees für Kunst und Kultur“) durch, dass die im Justizpalast ansässigen Gerichte und das dort auch ansässige Justizministeriums geräumt werden mussten, um auf 10.000 m² die erste Ausstellung des offiziell bereits 1973 gegründeten Nationalen Historischen Museums an repräsentativer Stelle zu zeigen. Ljudmila Schiwkowa war als Kulturministerin und die Tochter des damaligen kommunistischen Partei- und Staatschefs Todor Schiwkow mit der Ausrichtung der Feierlichkeiten zur 1300-Jahr-Feier Bulgariens und mit der Gründung des Museums befasst. Sie setzte sich dank der Rückendeckung ihres Vaters gegen den Justizminister durch, so dass das Justizministerium aus dem repräsentativen Bau des Justizpalastes in Sofia ausziehen musste, um dem neu geschaffenen Museum zu weichen.
Die Löwen, als Wappentier Bulgariens und Symbol des bulgarischen Staates wurden erst zur Zeit von Ljudmila Schiwkowa vor dem Justizpalast aufgestellt, als der Justizpalast in das Nationale Historische Museum umgewandelt wurde und Gerichte sowie Justizministerium aus dem Gebäude weichen mussten.
Seit der Wende 1990 befindet sich unter anderem das Oberste Berufungsgericht (bulg. Върховен касационен съд) und die Generalstaatsanwaltschaft (Главна прокуратура) im Justizpalast. Im Gebäude gibt es auch eine Filiale der Sibank (ehemals: Wirtschafts- und Investitionsbank; bulg. Стопанска и инвестиционна банка).
Nach der Grundrenovierung des Justizpalastes von 2001 bis 2007, wurde der vorher sehr offen und zugänglich wirkende Eingangsbereich der Frontseite (große offenen Treppe, fünf große Eingangstüren) durch massive, hohe Metallgatter auf den Treppen gesichert, was den ästhetischen Gesamteindruck der Frontseite stark beeinträchtigte und daher große Kritik hervorrief. Seitdem sind, ebenfalls aus Sicherheitsgründen, nur die mittleren drei der fünf Eingangstüren geöffnet und die große Außentreppe wird von zahlreichen (insgesamt 10), eng beieinander stehenden Geländern in Gänge unterteilt, so dass nur noch ein Zugang zu den Eingangstüren möglich ist, die Gänge dazwischen sind zusätzlich durch Ketten gesperrt, die von den Säulen hängen. Auch die schmalen seitlichen Treppen hinter dem Löwensockel wurden durch massive Gitter abgesperrt. Bevor diese Absperrungen installiert worden waren, saßen im Sommer zahlreiche Menschen auf den Treppen des Justizpalastes.
Insgesamt haben 15 Institutionen und Organisationen ihren Sitz im Justizpalast, der für die Öffentlichkeit zugänglich ist (nach Sicherheitskontrolle in einer Sicherheitsschleuse). Die größeren Gerichte und Behörden sind:
- Oberstes Berufungsgericht (Върховен касационен съд; ВКС; zuständig für letztinstanzliche Entscheidungen: „Kassation“)
- Sofioter Berufungsgericht (Софийски апелативен съд; САС; zuständig für Berufungen gegen erstinstanzliche Entscheidungen: „Appelation“)
- Sofioter Stadtgericht (Софийски градски съд; СГС)
- Sofioter Bezirksgericht (Софийски окръжен съд; СОС)
- Militär-Berufungs-Gericht (Военно-апелативен съд; ВАС)
- Sofioter Militärgericht (Софийски военнен съд; СВС)
- Oberste Berufungs-Staatsanwaltschaft (Върховна касационна прокуратура; ВКП)
- Sofioter städtische Staatsanwaltschaft (Софийска градска прокуратура; СГП)
- Gerichtspolizei (Съдебна полиция)